# Aitor Ariño
Aitor Ariño (Penarth, 5. listopada 1992.), španjolski rukometni reprezentativac.